# Фазоуказатель
Фазоуказатель —  устройство-индикатор, помогающее выявить расположение фаз в случае, когда электроустановку требуется подключить к трёхфазной сети и важным является порядок следования фаз.

## Необходимость использования
При подключении некоторых электроустановок, питающихся от трехфазной сети, возникает необходимость соблюдения порядка чередования фаз. Под правильной фазировкой подключения понимается порядок следования фаз от А к С. Это определяет направление вращения двигателя.
Таким образом, если при подключении асинхронного трехфазного электродвигателя,  происходит перемена мест любых двух фаз, то запуск электропривода без соблюдения указанной фазировки может привести к выходу из строя оборудования, для которого этот двигатель является приводом. При перемене мест фаз изменяется направление вращения двигателя.

## Варианты исполнения

### Электромеханический
По сути это малогабаритный трехфазный асинхронный двигатель. К клеммным выводам подключены три обмотки под углом 120°, установленным вокруг индикаторного диска или под ним. Диск имеет узкий контрастный сектор. 
В случае, когда фазы подключены в порядке А, В, С то, создаваемое электромагнитное поле вращает диск по часовой стрелке. При нарушении чередования фаз диск вращается против часовой стрелки. Узкий контрастный сектор позволяет легко определять направление вращения. При отсутствии одной фазы — диск не вращается.

### На неоновых лампах
Более сложным является фазоуказатель с сигнальными лампами. Принцип работы основан на комплексных значениях сопротивлений конденсаторов, через которые подключены сигнальные неоновые лампы.
Если проводимость цепей ламп и конденсаторов на определённой частоте выбрать одинаковой, то при некотором подключения щупов прибора напряжение на первой лампе будет в несколько раз выше, чем на второй. В результате первая будет гореть, вторая нет.

### Электронный
Самым дорогим фазоуказателем является электронный. Принцип его работы заключается в анализе графиков фаз.